# Fissidens nothotaxifolius
Fissidens nothotaxifolius là một loài Rêu trong họ Fissidentaceae. Loài này được R.A. Pursell & Hoe mô tả khoa học đầu tiên năm 1975.